# Misioneros de los Sagrados Corazones de Jesús y María (Nápoles)
La Congregación de los Misioneros de los Sagrados Corazones de Jesús y María (en Latín: Congregatio Missionariorum a Sacris Cordibus Iesu et Mariae) es una congregación religiosa católica clerical de derecho pontificio, fundada por el religioso italiano Cayetano Errico en 1833, en Nápoles. Los miembros de este instituto son conocidos como Misioneros de los Sagrados Corazones de Nápoles y posponen a sus nombres las siglas: M.SS.CC.

## Historia

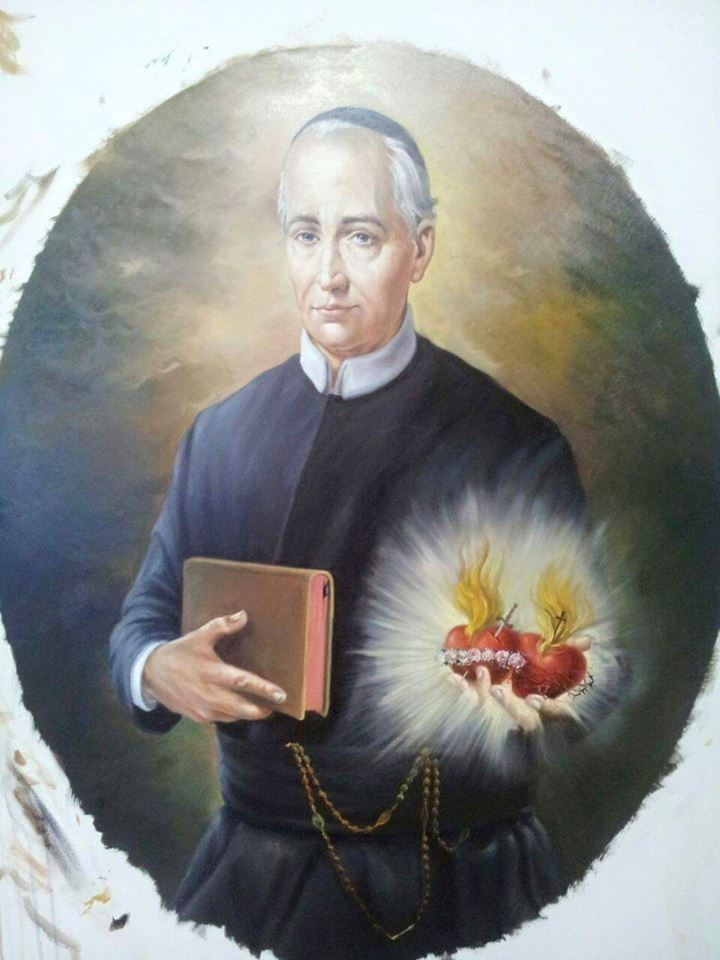
Cayetano Errico (1791-1860), fundador de la congregación.

Cayetano Errico, inspirado en la obra de Alfonso María de Ligorio, fundó la congregación de los Misioneros de los Sagrados Corazones de Jesús y María en 1833, en el barrio Secondigliano de Nápoles, al lado de la iglesia de la Dolorosa, con el fin de impartir ejercicios espirituales para sacerdotes, retiros de formación y misiones populares.
Los Misioneros de los Sagrados Corazones recibieron el pontificio decreto de alabanza el 22 de junio de 1838 y la aprobación definitiva, de manos del papa Pío IX, el 7 de agosto de 1846. El papa fue quien dio a los misioneros el emblema de los Sagrados Corazones en color rojo que los misioneros lllevaron después en sus hábitos talares.
La primera expansión en territorio italiano dio inicio en 1848, estando aún en vida el fundador, entre las más importantes se encuentra el Santuario de la Madonna de la Civita en Itri, donado por el rey Fernando II de las Dos Sicilias en 1858.
Luego de la unificación italiana (1870), la congregación fue suprimida, los religiosos exclaustrados y sus bienes confiscados. La casa madre fue recuperada en 1894 gracias a la intervención del misionero Pietro de Nocera. En 1921, con la apertura de una nueva casa de formación, renace la congregación y se da inicio a una nueva expansión, abriendo en el mismo año casas en Argentina y Uruguay.
El fundador fue beatificado por el papa Juan Pablo II el 24 de abril de 2001 y canonizado por Benedicto XVI el 12 de octubre de 2008.

## Actividades y presencias
Los Misioneros de los Sagrados Corazones de Nápoles se dedican a la propagación del culto de los Sagrados Corazones de Jesús y María, por medio del ministerio parroquial, las misiones populares y los ejercicios espirituales a creyentes y no creyentes. Además poseen oratorios donde desarrollan actividades de formación cristiana de la juventud.
En 2011, la congregación contaba con unos 133 misioneros, de los cuales 60 eran sacerdotes, y unas 21 casas, presentes en Argentina, Eslovaquia, Estados Unidos, India, Indonesia, Italia y Nigeria. La curia general se encuentra en Roma y su actual superior general es el religioso italiano Luigi Toscano.